# Uno Vallman
Uno Vallman, egentligen Uno Herbert Wallman, född 24 mars 1913 i Norrala socken, död 5 september 2004 i Stockholm, var en svensk konstnär.

## Biografi
Uno Vallman föddes i Norrala i Hälsingland men hamnade som fattighuspojke i Dalarna där han efter uppväxtår på Sundborns barnhem blev utauktionerad till en bondfamilj i Gästrikland. Därefter arbetade han som lilldräng på Rödön i Jämtland. I sin ungdom fick han möjlighet att lära sig skomakaryrket men fick sparken då han var vänsterhänt. Under 1930-talet var han både timmerhuggare och sjöman. Från 1936 kunde han ägna vinterhalvåren åt konststudier vid Otte Skölds målarskola. Han antogs 1939 vid Konsthögskolan. Under akademitiden visade Vallman stor receptivitet och utnyttjade alla de tillgängliga lärarna: Isaac Grünewald, Hilding Linnqvist och Sven Erixson. Vallmans första uppmärksammade framträdande skedde 1945 på Färg och Form i Stockholm, vilket tillsammans med en separatutställning i Konstgalleriet i Göteborg 1946 blev hans genombrott. Året därpå deltog Vallman i den uppmärksammade utställningen Ung Konst 1947 på Färg och Form som blev konkretismens genombrott i Sverige. Han tilldelades Ester Lindahls stipendium 1947.
Vallman gjorde flera såväl längre som kortare studieresor till bland annat Italien, Spanien, Nordafrika, Kina, Lofoten, Mexiko, Rumänien, Sovjetunionen och USA. Mellan 1940-talet och 1960-talet bodde han under flera år till och från i Paris. Där träffade han bland andra Marc Chagall som Vallman lärde sig mycket av. Chagall hade i sin tur kontakt med Joan Miró och Vallman inspirerades av dem. Vallman använde vad han lärde sig av dem för att skapa ett ännu uttrycksfullare budskap i sina målningar för sin livsfilosofi, vallmanism, som han ville förmedla till så många som möjligt.
Vallman har ett eget språk i sitt måleri. Ibland kallades Vallman på 1960-talet "Nordens Picasso" av franska konstrecensenter. Vallman hade en nyskapande stil som är svår att kopiera. Återkommande motiv är tuppar, blomsterstilleben och landskap. Han har även skildrat kända Stockholmsmiljöer. Till detta kommer de många monumentala målningarna i kyrkor, skolor och förvaltningsbyggnader.
Vallman tillhörde 1947 års män, där bland andra Lage Lindell, Pierre Olofsson och Lennart Rodhe ingick. Vallman var också god vän med bland annat konstnären Lage Lindell och danska konstnärskollegorna Robert Jacobsen och Asger Jorn som var ledare för Cobragruppen. Asger Jorn presenterade Vallman för Cobragruppen och Vallman blev sedan medlem.
Vallman var djupt rotad i Gamla stan i Stockholm. Där hade han sin ateljé och på Den Gyldene Freden umgicks han med kulturpersonligheter som Evert Taube, Ivar Lo-Johansson, Eyvind Johnson och Lille Bror Söderlundh.
Vid sidan av måleriet utgav Vallman boken Som lamans utsände i Tibet (1980). Han medverkade även som illustratör i Lennart Hellsings bok Kanaljen i seraljen (1956). På 1980-talet blev han uppmärksammad för att han ägde en dyrbar träskulptur av Paul Gaugin som han sålde genom auktionsfirman Christie's i New York. Uno Vallmansällskapet bildades 1983 på initiativ av apotekaren Karl-Vilhelm Gorton.
Vallman var från 1943 gift med Märta Vallman, född Rahm.

## Utmärkelser
Uno Vallman tilldelades flera stipendier. Bland dessa kan nämnas de Bobergska och de Ribbingska, akademiens särskilda stipendium, Ester Lindahls resestipendium, Harry Lunds pris, första pris i Monacos Grand Prix 1967 och Prins Eugens pris.

## Verk

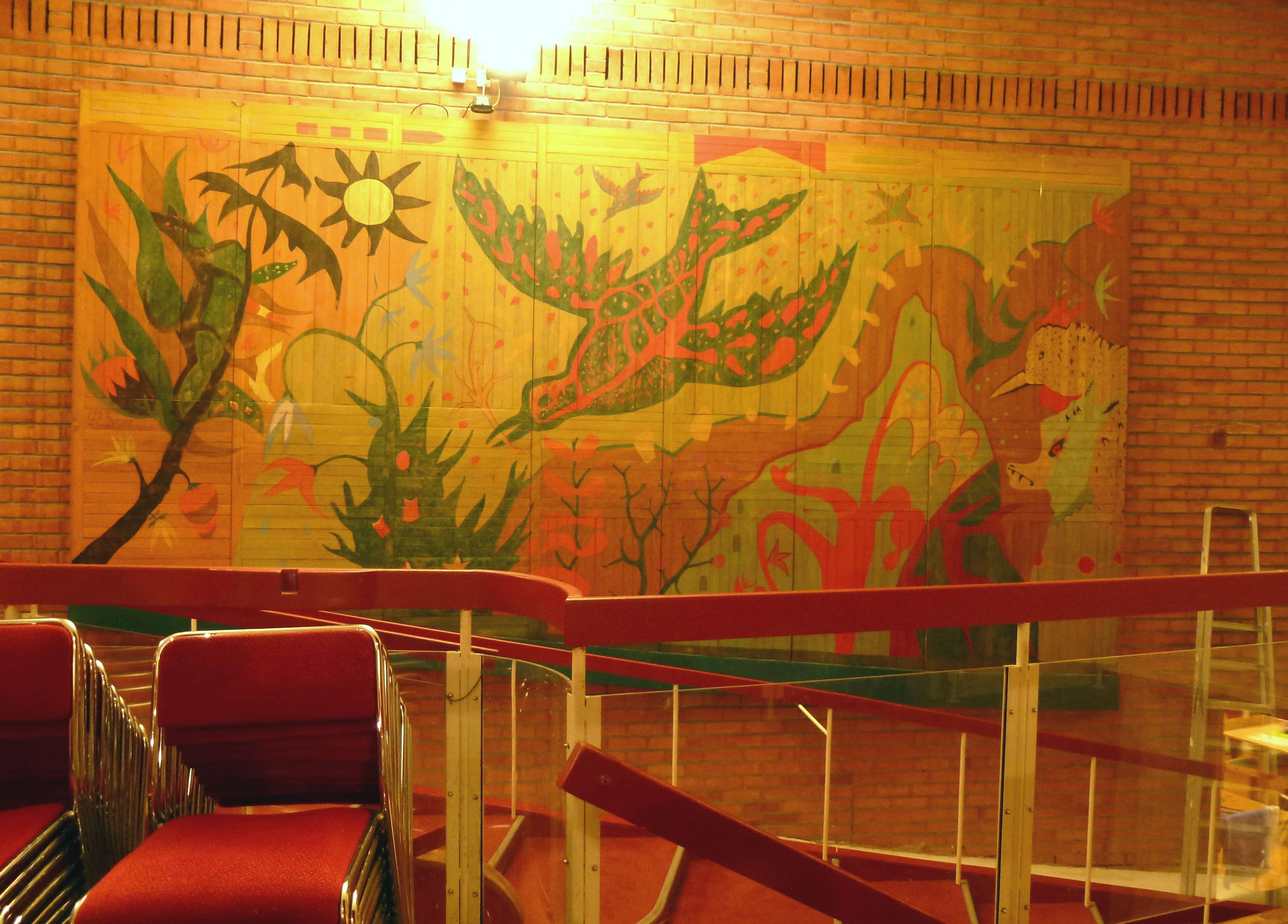
Vallmans väggmålning på trä i biograf Forum, Årsta centrum, 1952.

Vallman ställde ut internationellt bland annat i Köpenhamn (1947), Oslo (1948), Pittsburgh International, USA tillsammans med Marc Chagall (1952), Rostock (1960), Hannover (1966), Paris (1955, 1964, 1965, 1967, 1970, 1988-1989), Grenoble (1967), Moskva, Tallinn (1967) och Mexico City Modern Art (1972). Tillsammans med August Strindberg valdes Vallman att representera Sverige vid Kulturolympiaden i Mexico City (1968).
Vallman är representerad i bland annat Moderna museet, Nationalmuseum, museerna i Halmstad, Östersunds samlingar, presidenterna Lyndon Johnsons och Jimmy Carters respektive konstsamlingar samt i  Institut Tessin i Paris.
Nationellt har Vallman haft ett flertal utställningar på bland annat Färg och Form, Stockholm (1945, 1947, 1950, 1959), Malmö (1945), Konstgalleriet Göteborg (1946), Borås, Södertälje (1949), Skövde, Östersund (1950), Köping (1958), Enköping, Tylöhus (1959), Storviksverken (1961), Waikiki Café, Stockholm (1982), Galleri Viktor, Djursholm (1983), f d Galleri Fenix Örebro (1986), Västerås konstmuseum (1987) och Liljevalchs konsthall vid två tillfällen. Det ihållande intresset för Vallmans konst understryks av senare utställningar på Galleri SO, Stockholm (2005), Ljusterö konstmuseum (2012) och Kvarnen, Söderhamn (2014).
Monumentalmålningar av Vallman finns på många platser: i taket på Korsängsskolan i Enköping (1948), väggmålning på Forumbiografen, Årsta centrum (1952), Skolköksseminariet i Umeå (1953), Stockholms Sparbank (1954), Folkets Hus i Kramfors respektive Degerfors (1957–1958), institutionsbyggnaden vid Fysicum - Kemicum i Uppsala (1964), koret i Mo kyrka i Hälsingland (1964), Svenska ambassaden i Moskva (1967–1968). Mest storslagen är den väldiga dekorationen i Storviks nya kyrka (1958–1960), som omfattar 240 kvadratmeter, vilket gör den till en av de största monumentala takmålningarna i modern tid i Norden.

## Vallmanismen
Om sitt konstnärskap sade Vallman 1986:
| ”             | Jag vill visa: Färgens makt i tingen och det lillas betydelse i alltet. Vi skapar själv vår verklighet genom unik sublimation beroende på person och person från våra sinnens intryck. Det gör att Vi har friheten att själv kunna skapa och känna förgyllt glädjefullt det vill säga färg och därmed värde av våran omgivning eller något väldigt skrämmande. Detta är vallmanismen. | „ |
| – Uno Vallman | |   |

Vallman hade varit halvt blind en längre tid under sin barndom, men fick synen tillbaka och kunde då förstå värdet i att sätta färg på omgivningen. Vallmanismen myntades av franska konstkritiker under 1960-talet när de upptäckte hans konst eftersom de ej kunde inplacera Vallmans konst bland redan befintliga ismer. Vallmans konst var nyskapande och fick därmed en egen beteckning. Grundelementen utgörs av magi, symbolism och naivism.